# Чуруг - Стари Виногради
„Стари виногради“ у Чуругу су вишеслојно археолошко налазиште хоризонталне стратиграфије, са остацима култура од каменог доба преко других праисторијских епоха, античког и средњовековног периода, па све до модерних времена са краја 17. и почетка 18. века.

## Опис и историјат налазишта
Налазиште је откривено случајно, када су 60-их година XX. века током рада машина циглане у Чуругу, у коповима запажени археолошки објекти. Током заштитних археолошких радова екипа археолога запањено је стајала над великом густином налаза, на много већој површини него што се слутило.
Прави размери локалитета – које је са својом површином од 100 хектара једно од највећих археолошких налазишта у Србији – показали су се тек када је циглана приступила проширивању ископа. Археолози су буквално спашавали археолошко наслеђе светске баштине испред радних машина. Већ до почетка заштитних археолошких радова лета 1997. године, радом циглане "Чуружанка" уништен је периферни део налазишта на површини од 6000 m2. Чак и након стављања локалитета под заштиту државе, забране цигларских радова и упркос археолошком надзору циглана је уништила још око 3500 m2 археолошки значајне површине. Равнодушност и бахатост оставиле су ране на „Старим виноградима“ у виду бесповратно изгубљених делова налазишта.

## Епохе и пронађени археолошки налази
Систематска ископавања „Старих винограда“ водио је археолог Музеја Војводине Станко Трифуновић заједно са тимом истраживача. Уз волонтерску помоћ стотинак студената археологије истражено је више од 600 археолошких целина, на простору од око 1,4 хектара.
Од пронађених предмета издвајају се сива глачана и римска увезена грнчарија, разне добро очуване зделе и лонци домаће производње, коштане перле, стаклене наруквице, фибуле и гвоздени ножеви, као и оружје ратника из разних епоха. Велика количина уломака разноврсне грнчарије, као и полуготових посуда указивала је на занатску радионицу, која је и лоцирана. Откривено је и преко 100 земуница и полуземуница за становање са земљаним пећима и стубовима који су носили двосливни кров, као и темељи дрвене ограде.
Што се епоха тиче, "Стари Виногради" су више пута насељавани и напуштани, а први трагови насељавања воде у бронзано доба. Најстарији археолошки налази са „Старих винограда“ потичу из каменог и бакарног доба, и припадају Старчевачкој и и Вучедолској култури. Изгледа да је подручје локалитета веома одговарало за становање јер су углавном пронаћени трагови седелачког а не номадског становништва. Од праисторијских етапа, осим бронзаног се издваја и слој раног гвозденог доба, које припада Босутској култури. Од античких ту су гробови разних ратничких група, вероватно гепида као и један пресек Лимигантске културе. Из времена сеобе народа издвајају се словени из времена мађарског продора, као и средњовековне некрополе из Турског периода.